# Локалитет Мраморје (Гаочићи)
Локалитет Мраморје (Гаочићи) је археолошки локалитет у Доњој Дервенти, између река Дервенте и Дрине, на имању породице Павловић, данас у целости потопљен Перућачким језером.
Међу евидентираних 18 споменика овог позносредњовековног гробља са мраморима било је шест слемењака, шест сандука и шест плоча, већина с постољем, постављених на редове и оријентисаних исток-запад. Већином су фине обраде са површинама делом глачаним, делом обрађеним алатком која оставља трагове у виду рибље кости. Један сандук с постољем имао је пластичноизведен мотив полумесеца, а један мрамор је био са натписом.